# Désertines (Allier)
Désertines é uma comuna francesa na região administrativa de Auvérnia-Ródano-Alpes, no departamento Allier. Estende-se por uma área de 8,34 km². Em 2010 a comuna tinha 4 519 habitantes (densidade: 541,8 hab./km²).